# Jozef Segers (politicus)
Jozef (Jef/Seppe) Segers (Turnhout, 26 oktober 1930 - aldaar, 19 maart 2010) was een Belgisch notaris en politicus voor de CVP. 

## Levensloop
Segers was dertig jaar actief in de plaatselijke politiek. Van 1970 tot en met 1976 was hij gemeenteraadslid en burgemeester van Weelde. Na de fusie in 1977 met Ravels, werd hij verkozen tot gemeenteraadslid. Hij was er zes jaar schepen en burgemeester van 1983 tot 2000.
Segers was ook buiten zijn gemeenten actief. Zo was hij arrondissementsvoorzitter van de Gezinsbond en kwam mede door zijn toedoen de Antwerpse energiedistributeur IVEKA van de grond. Van deze vennootschap was hij lange tijd de voorzitter.
In het voorjaar van 2010 overleed hij op 79-jarige leeftijd in zijn woning te Turnhout.
Zijn zoon, Filip Segers, trad in de voetsporen van zijn vader als notaris en als lid van de gemeenteraad van Ravels voor de CD&V.